# 村上公久
村上 公久（むらかみ きみひさ、1948年 - ）は、日本の林学者、聖学院大学政治経済学部教授。専門は森林資源学。

## 略歴
- 1948年、大阪府大阪市生まれ[2]。
- 1966年、関西学院高等部卒業。
- 1977年、京都府立大学農学部林学科卒業。
- 1979年、京都府立大学大学院農学研究科修士課程中断（指導教官日置象一郎教授急逝のため）。
- 1986年、米国ワシントン大学森林資源学部大学院同大学第四紀研究所、オランダ国王立熱帯研究所長期海外研修終了。
- 1986年、国立森林総合研究所調査部海外林業調査科研究協力室に勤務。
- 1989年、国立森林総合研究所主任研究官、地球環境問題に関わるＯＤＡ政策等を担当。
- 1991年、学校法人聖学院本部（兼同大学）へ転職、学部増設準備室参事。現在聖学院大学教授。